# Michael Kuehl
Michael Nathanja Kuehl est un acteur allemand né le 9 décembre 1987 . 

## Biographie
Michael Kuehl est notamment connu pour jouer dans la série allemande Alles was zählt (en France, Le Rêve de Diana) depuis le 11 mai 2010, dans laquelle il interprète le rôle de Florian Wild, le frère de Roman Wild (Dennis Grabosch) et le petit ami de Franziska Steinkamp (Julia Engelmann). Les épisodes où il apparaît n'ont pas encore été diffusés en France.

## Filmographie
- 2009 : House of Boys : Christopher
- 2010 : Rosa und Marie (court métrage) : le frère de Marie
- 2010 : Lichtspuren (court métragee) : Andy
- 2010 : Le Rêve de Diana : Florian Wild (depuis l'épisode 926)